# Uli Kusch
Ulrich Kusch, Uli Kusch (ur. 11 marca 1967 w Akwizgranie) – niemiecki perkusista heavymetalowy, były członek zespołu Helloween. Założyciel i muzyk grupy Masterplan.

## Życiorys
Grał w zespołach Holy Moses i Gamma Ray, w 1994 został członkiem Helloween; z zespołem Kaia Hansena Gamma Ray nagrał płytę Sigh No More. W 2001 odszedł z Helloween i wspólnie z Rolandem Grapowem (po nagraniu płyty The Dark Ride) razem utworzyli zespół Masterplan. Aktualne udziela się także w zespołach Beautiful Sin wraz z Axlem Mackenrottem oraz Mekong Delta.
W październiku 2006 Uli opuścił Masterplan, by rok później nagrać płytę New Protection z zespołem Ride The Sky.